# Nysa Kłodzko

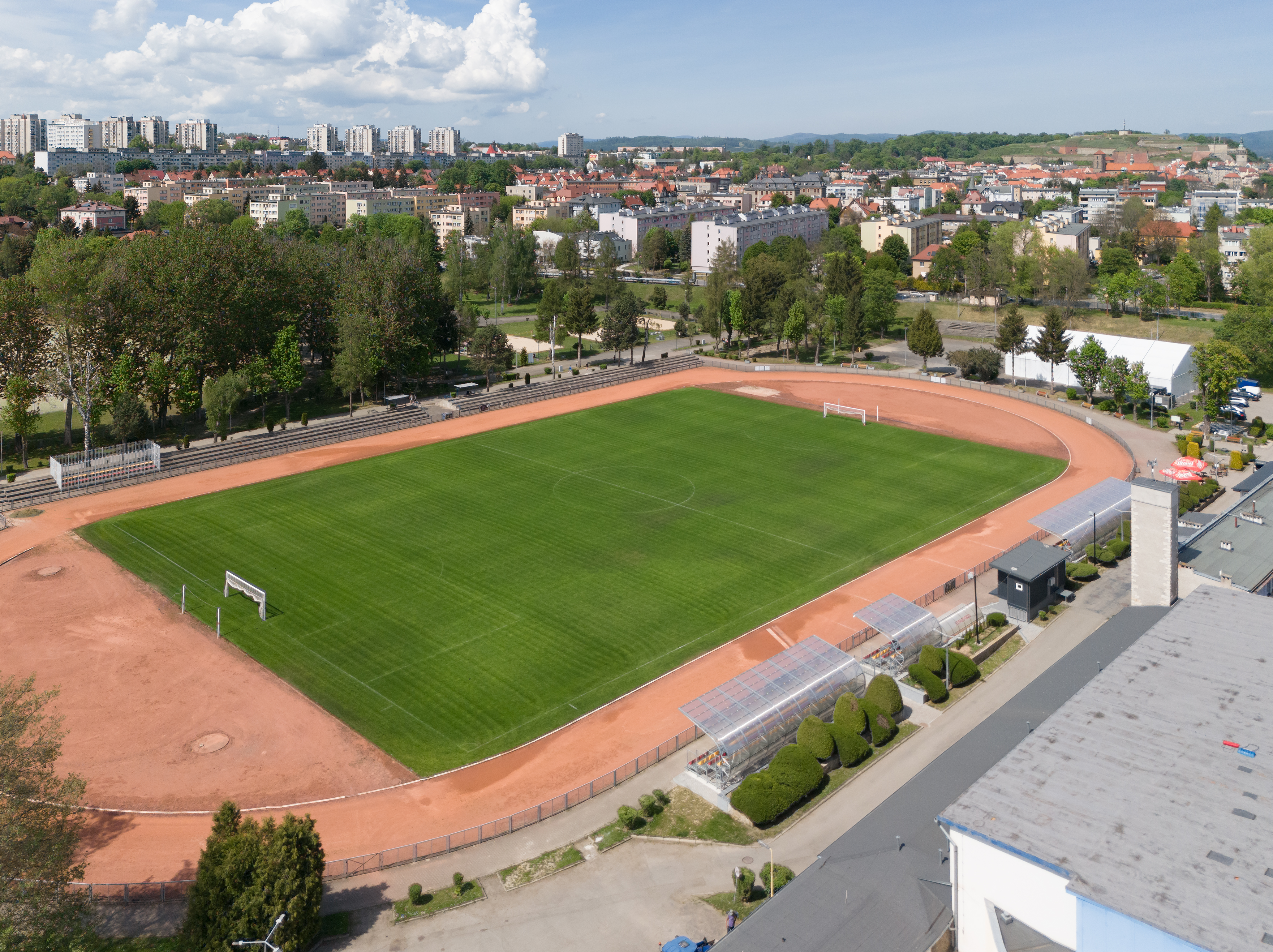
Stadion Ośrodka Sportu i Rekreacji w Kłodzku

Nysa Kłodzko – polski klub piłkarski z siedzibą w Kłodzku.
Za datę, która zapoczątkowała działalność pierwszego klubu sportowego w Kłodzku przyjmuje się rok 1946. Wówczas ustalono barwy klubu: czarno-biało-zielone. Jeszcze w tym roku kłodzki klub został zgłoszony do PZPN-u. W roku 1949 zespół pod nazwą ZKS „Spójnia” Kłodzko zajął pierwsze miejsce w dolnośląskiej A klasie. Największym sukcesem piłkarzy Nysy był awans do III ligi. Obecnie klub rozgrywa swoje mecze na poziomie wałbrzyskiej A klasy w grupie III. Klub na przestrzeni ostatnich lat grał w rozgrywkach A klasy, ligi okręgowej, jak również IV ligi dolnośląskiej. W przeszłości trenerem Nysy był Paweł Adamczyk, piłkarz takich klubów jak: Wisła Kraków, GKS Katowice, Odra Wodzisław czy Górnik Polkowice.

## Stadion
Piłkarze Nysy Kłodzko swoje mecze rozgrywają na stadionie Kłodzkiego Centrum Sportu i Rekreacji w Kłodzku na ul. Kusocińskiego 2.

## Kadra 2011/2012
Stan na 18 listopada 2023
| Nr | Poz. | Piłkarz                             |
| -- | ---- | ----------------------------------- |
| 1  | BR   | Kacper Słowik (ur. 1999)            |
| 12 | BR   | Wiktor Przybyła (ur. 2005)          |
|    | BR   | Marcel Rosenau (ur. 2001)           |
|    | BR   | Jakub Poznański (ur. 2007)          |
| 9  | OB   | Paweł Cebulski (ur. 1992)           |
| 16 | OB   | Krzysztof Konowalczyk (ur. 1986)    |
| 13 | OB   | Michał Chojnacki (ur. 2004)         |
| 3  | OB   | Rafał Głasek (ur. 1991)             |
| 23 | OB   | Tytus Data (ur. 2003)               |
| 6  | OB   | Dominik Łukaszczuk (ur. 2000)       |
| 24 | OB   | Mikołaj Rosoliński(ur. 1998)        |
| 4  | OB   | Kacper Wielgus (ur. 2008)           |
| 7  | PO   | Dawid Ciupider (ur. 1995) - kapitan |
|    | PO   | Łukasz Tracz (ur. 1995)             |

| Nr | Poz. | Piłkarz                          |
| -- | ---- | -------------------------------- |
| 10 | PO   | Tomasz Kubies (ur. 2000)         |
| 14 | PO   | Mikołaj Bromboszcz (ur. 2003)    |
| 8  | PO   | Jakub Janiuk (ur. 2008)          |
| 16 | PO   | Paweł Milewski (ur. 1991)        |
| 20 | PO   | Dawid Siekaniec (ur. 2002)       |
| 19 | PO   | Wojciech Wcisło (ur. 2007)       |
|    | PO   | Patryk Mrozek (ur. 2005)         |
| 27 | NA   | Jakub Gręda (ur. 2001)           |
| 17 | NA   | Marcelo De Souza Levy (ur. 2004) |
| 11 | NA   | Michał Jania (ur. 2004)          |
| 5  | NA   | Mateusz Michalak (ur. 2007)      |
| 25 | NA   | Tomasz Pierzchalski (ur. 1997)   |
|    | NA   | Kamil Suski (ur. 1995)           |

## Sztab szkoleniowy
Stan na 15 sierpnia 2024 r.
| Funkcja           | Imię i nazwisko       |
| ----------------- | --------------------- |
| Trener            | Krzysztof Konowalczyk |
| Kierownik drużyny | Andrzej Borowiak      |
| Opieka medyczna   | Alicja Rogala         |

## Dotychczasowi prezesi
|     | \| Lp. \| Imię i nazwisko \| Okres urzędowania \| Okres urzędowania \| \| --- \| ------------------- \| ----------------- \| ----------------- \| \| 1. \| Marian Kustanowicz \| 1946 \| 1946 \| \| 2. \| Wacław Halicki \| 1947 \| 1949 \| \| 3. \| Paweł Mucha \| 1949 \| 1950 \| \| 4. \| Józef Pytel \| 1951 \| 1952 \| \| 5. \| Zygmunt Frąckowiak \| 1953 \| 1954 \| \| 6. \| Jerzy Stanikowski \| 1955 \| 1956 \| \| 7. \| Michał Kisielica \| 1957 \| 1958 \| \| 8. \| Michał Wojnarowski \| 1959 \| 1963 \| \| 9. \| Stefan Weiman \| 1964 \| 1975 \| \| 10. \| Zygmunt Sapieha \| 1976 \| 1980 \| \| 11. \| Zygmunt Mrożek \| 1981 \| 1991 \| \| 12. \| Henryk Król \| 1992 \| 1993 \| \| 13. \| Ryszard Kluk \| 1994 \| 2000 \| \| 14. \| Ryszard Jastrzębski \| 2001 \| 2002 \| \| 15. \| Leszek Michalski \| 2003 \| 2006 \| \| 16. \| Jerzy Sierakowski \| 2006 \| 2009 \| \| 17. \| Ryszard Kluk \| 2009 \| 2010 \| \| 18. \| Tomasz Perczyński \| 20011 \| 20013 \| \| 19. \| Marek Szpak \| 2013 \| 2015 \| \| 20. \| Jakub Szulc \| 2015 \| 2016 \| \| 21. \| Bogdan Bachmatiuk \| 2017 \| 2018 \| \| 22. \| Tomasz Sutkowski \| 2018 \| 2020 \| \| 23. \| Paweł Wiśniewski \| 2020 \| 2022 \| \| 24. \| Sławomir Wojtowicz \| od 2023 \| \| |                   |                   |
| Lp. | Imię i nazwisko | Okres urzędowania | Okres urzędowania |
| 1.  | Marian Kustanowicz | 1946              | 1946              |
| 2.  | Wacław Halicki | 1947              | 1949              |
| 3.  | Paweł Mucha | 1949              | 1950              |
| 4.  | Józef Pytel | 1951              | 1952              |
| 5.  | Zygmunt Frąckowiak | 1953              | 1954              |
| 6.  | Jerzy Stanikowski | 1955              | 1956              |
| 7.  | Michał Kisielica | 1957              | 1958              |
| 8.  | Michał Wojnarowski | 1959              | 1963              |
| 9.  | Stefan Weiman | 1964              | 1975              |
| 10. | Zygmunt Sapieha | 1976              | 1980              |
| 11. | Zygmunt Mrożek | 1981              | 1991              |
| 12. | Henryk Król | 1992              | 1993              |
| 13. | Ryszard Kluk | 1994              | 2000              |
| 14. | Ryszard Jastrzębski | 2001              | 2002              |
| 15. | Leszek Michalski | 2003              | 2006              |
| 16. | Jerzy Sierakowski | 2006              | 2009              |
| 17. | Ryszard Kluk | 2009              | 2010              |
| 18. | Tomasz Perczyński | 20011             | 20013             |
| 19. | Marek Szpak | 2013              | 2015              |
| 20. | Jakub Szulc | 2015              | 2016              |
| 21. | Bogdan Bachmatiuk | 2017              | 2018              |
| 22. | Tomasz Sutkowski | 2018              | 2020              |
| 23. | Paweł Wiśniewski | 2020              | 2022              |
| 24. | Sławomir Wojtowicz | od 2023           |                   |

Źródło